# Raimo Väyrynen

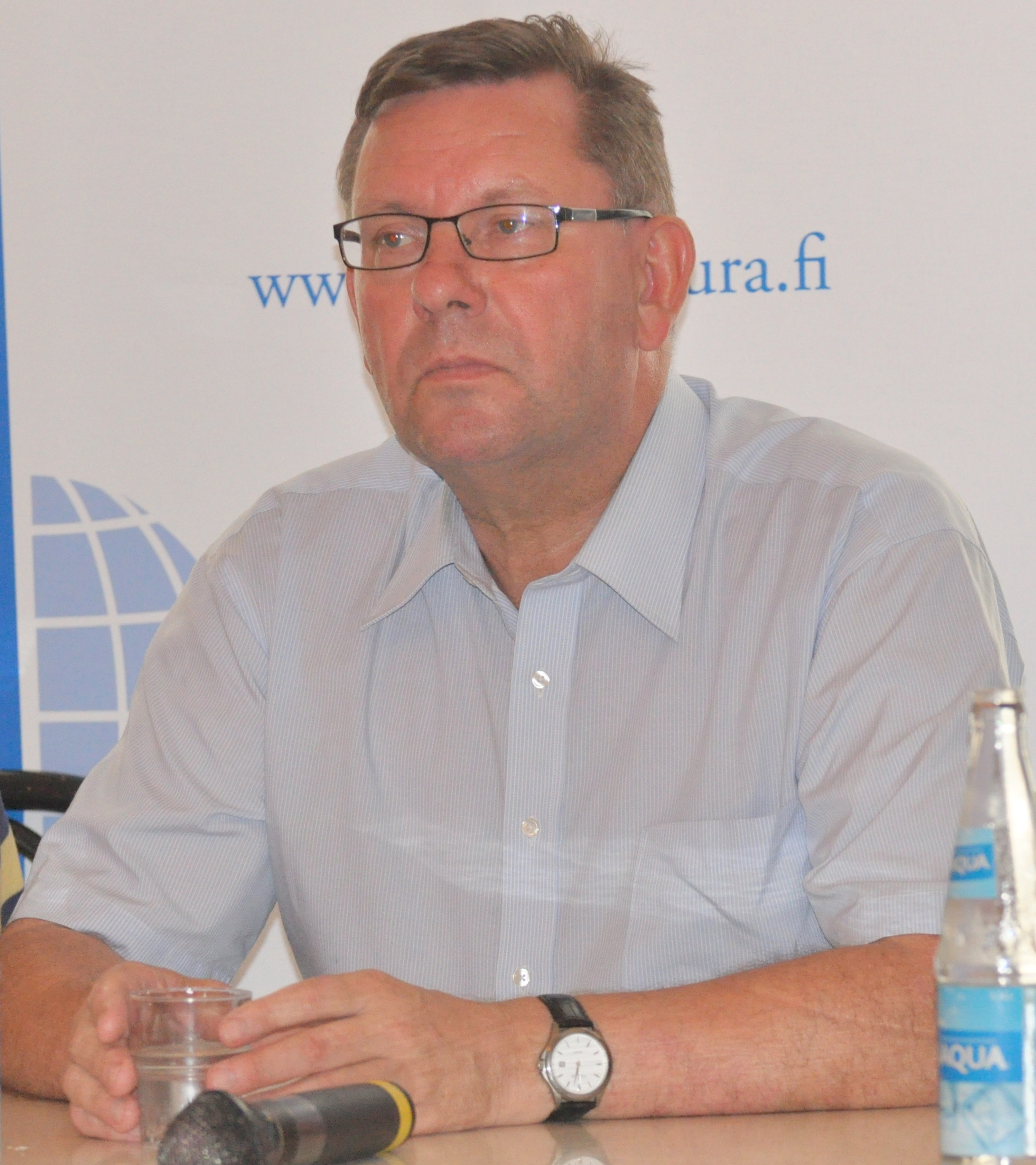
Raimo Väyrynen.

Raimo Veikko Antero Väyrynen, född 17 april 1947 i Kiuruvesi, är en finländsk statsvetare. 
Väyrynen blev student 1966, samhällsvetenskaplig kandidat 1968, licentiat 1970 och doktor 1973 i Tammerfors. Han var 1970–1972 forskare vid och 1972–1978 föreståndare för Freds- och konfliktforskningsinstitutet i Tammerfors samt 1978–1998 professor i allmän statslära vid Helsingfors universitet. Han var därefter verksam vid flera amerikanska universitet och 2004–2007 generaldirektör för Finlands Akademi samt 2007–2009 chef för det nybildade Utrikespolitiska institutet i Finland. 
Som forskare har Väyrynen främst ägnat sig åt de internationella relationernas teori och historia, internationell ekonomi samt freds- och konfliktforskning. Bland hans arbeten märks verket Conflicts in Finnish-Soviet Relations (1972), som behandlar kriserna i de finländsk- sovjetiska förhållandena efter andra världskriget, avhandlingen Militarization, Conflict Behavior and Interaction (1973), Pienet valtiot kansainvälisissä suhteissa (1988), Global Transformation (1997), Globalisaatio: uhka vai mahdollisuus (1998) och Globalisaatiokritiikki ja kansalaisliikkeet (2001). Hans slutledning i det populärt hållna arbetet Ydinaseet ja suurvaltapolitiikka (1983) att vänskaps- och biståndspakten samt stipulationerna i Parisfreden inte skulle kunna avhålla Sovjetunionen från att i ett krisläge stationera kärnvapen i Finland väckte den högsta statsledningens fördömande.